# Трагедия от 9 април
Трагедията от 9 април (на грузински: 9 აპრილის ტრაგედია) или Кървавата неделя са антисъветски демонстрации в Тбилиси, столицата на Грузия на 9 април 1989 г.
Разпръснати са с помощта на сили на вътрешните войски и на Съветската армия, при което са убити 20 души и ранени стотици други.
Дата 9 април днес е официален ден за възпоменание в Грузия и се нарича Ден на националното единство (на грузински: „ეროვნული ერთიანობის დღე“).